# パンノニア・ルシン語

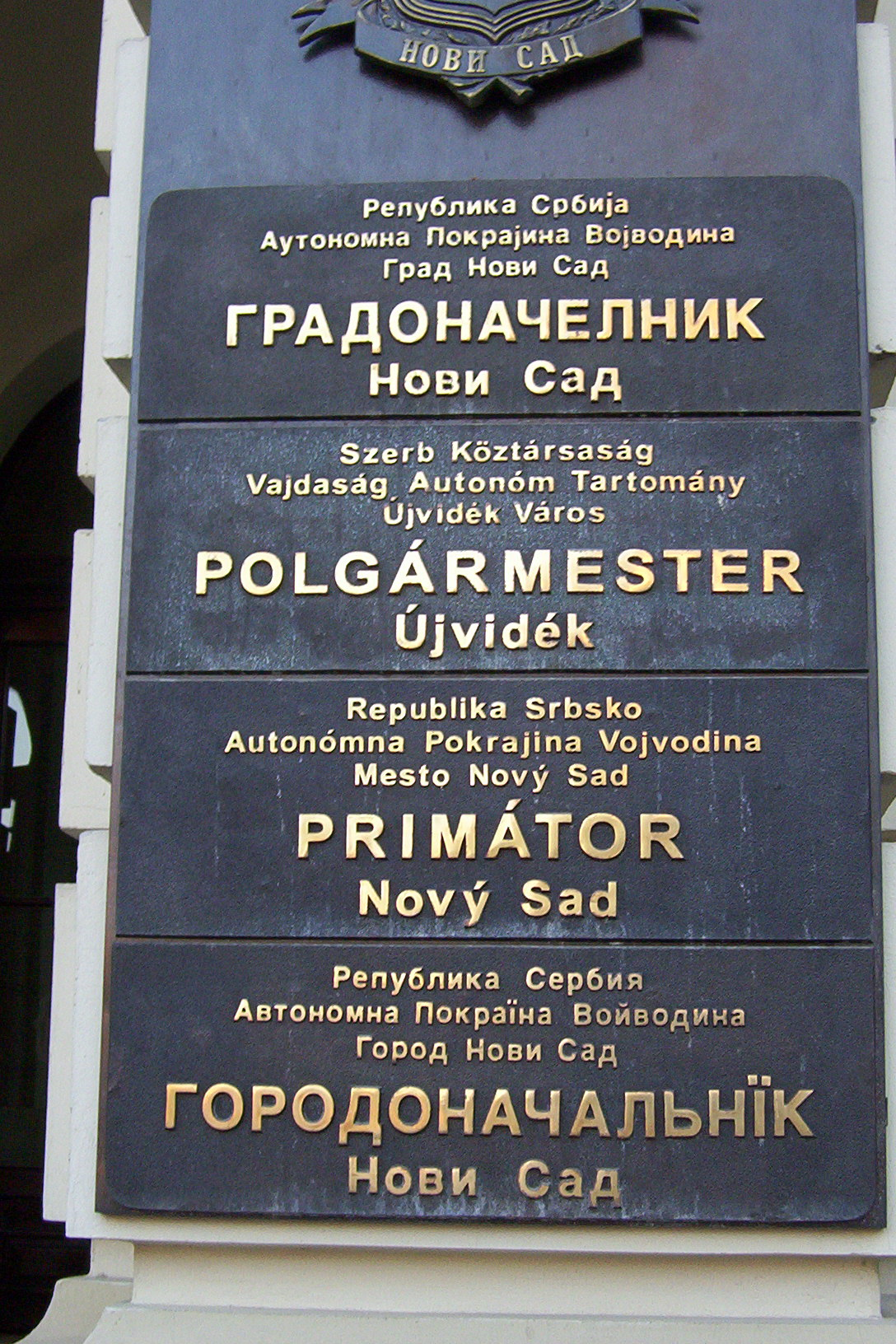
ノヴィ・サドにある首長公室は4つの公用語（セルビア語、ハンガリー語、スロバキア語、ルシン語）で表記されている。

パンノニア・ルシン語（パンノニア・ルシンご）は、スラヴ語派の言語（またはルシン語の方言）である。話者は、パンノニア・ルシン人と呼ばれるルシン人の一派で、セルビア北西部およびクロアチア東部に居住する。このため、ユーゴスラビア＝ルテニア人、ヴォイヴォディナ＝ルテニア人、バチュカ＝ルテニア人とも呼ばれている。
パンノニア・ルシン語は、西スラヴ語群の特にスロバキア語に類似している。しかし、東スラヴ語群の発音と語彙を持っている。パンノニア・ルシン語は、周辺の南スラヴ語群のセルビア語やクロアチア語の影響を受けている。

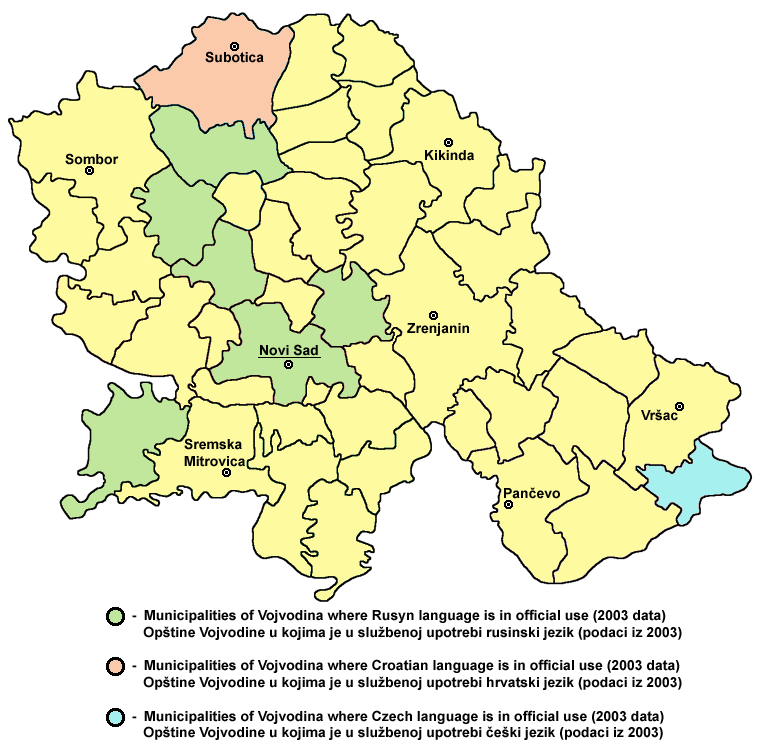
2003年におけるヴォイヴォディナ内での公用語分布。ノヴィ・サドを含む、薄緑色に塗られた6つのオプシュティナ（自治体）でパンノニア・ルシン語が公用語とされている（オレンジ色はクロアチア語、水色はチェコ語の公用語地域）

パンノニア・ルシン語は、セルビアのヴォイヴォディナ自治州における公用語の一つである。